# Friends Burying Ground
Le Friends Burying Ground est un cimetière américain situé à Trenton dans le New Jersey.

## Personnes notables enterrées
- Lambert Cadwalader (en), représentant du New Jersey au Congrès continental (de 1784 à 1787) et à la Chambre des représentants des États-Unis (de 1789 à 1791 et de 1793 à 1795).
- George Clymer, signataire de la Déclaration d'indépendance des États-Unis d'Amérique.
- Philemon Dickinson (1739-1809), représentant du New Jersey au Sénat américain de 1790 à 1793.
- Richard Howell (1754-1802), 3e Gouverneur du New Jersey, de 1793 à 1801.